# چالهرز
محله قبا نام یکی از محلات منطقه ۳ در شمال شهر تهران است.
در گذشته‌های دور محله قبا چالهرز نام داشت چالهرز گودال بزرگ و دره شکلی بوده که هرزآب‌ها به آن جا سرازیر می‌شده‌است و به این سبب نام چالهرز (ترکیب چاله و هرز) را به خود گرفته‌است.محله قبا نیز به چال هرز معروف بود. زیرا آب‌های هرز چاه‌ها و قنات‌ها در گودال بزرگی که در بلوار شهرزاد فعلی وجود داشت ریخته می‌شد. در زمان رضا شاه روی گودال را با خاک پر کردند و در چال هرز به کشاورزی پرداختند. آن زمان چندین قنات در محله قبا وجود داشت که اکنون همه آنها زیر زمین مدفون شده‌اند.

## خطوط حمل و نقل عمومی
در این محله از خیایان پاسداران خط ۲۱۵ اتوبوس سوهانک به سه راه ضرابخانه تردد دارد.

## در متون قدیم‌تر
چالهرز شامل یک باغ به مساحت ۲۰۰ هزار متر و مقداری زمین‌های زراعی در حدود ششصد هزار متر است که مجموعه مساحت باغ و زمین‌ها به هشتصد هزار متر می‌رسد. از شمال به اراضی قلهک که حد آن نهر حقابه دولاب است. از غرب به جاده قدیم تهران به شمیران و از جنوب به جاده ای که از سه راه ضرابخانه از جاده شمیران جدا شده و به سلطنت آباد می‌رود و حد شرقی آن اراضی ضرابخانه و سلطنت آباد است.
محمدحسن خان اعتمادالسلطنه دربارهٔ این آبادی می‌نویسد: «چال هرز از دهات بلوک شمیران طهران، طرف غربی ضرابخانه دولتی، هوایش گرم و آبش کم، سه چهار خانوار رعیت این ده است، باغ هم دارد.» 
این دهکده به دست محمد ولی خان سپهسالار تنکابنی آباد شده و پس از او به وراث او رسیده‌است. میرزا علی اصغر مصری از وراث سپه سالار به مبلغ هفتاد هزار تومان خریده‌است (پیش از سال ۱۳۲۵ شمسی). اراضی خارج باغ را فعلاً اشخاص مختلف خریده و مشغول ساختمان هستند. در خود باغ هم که فعلاً در دست ورثه میرزا علی اصغر مصری است، مشغول بر پا کردن چند ساختمان هستند. قسمت شرقی داخل باغ به نام «موستان» و قسمت غربی را «اندرون» می‌گویند. احتمال می‌رود اندرون سپه‌سالار در این قسمت باغ بوده‌است. اراضی داخل باغ را فعلاً (سال ۱۳۲۵ ه. ش ) صیفی‌کاری می‌کنند و گندم و جو آبی در زمینهای جنوبی و گندم و جو دیم در تپه‌های شمال شرقی به عمل می‌آید. کشت بیرون باغ تقریباً متوقف شده‌است چون اراضی کشتزار را بیشتر برای ساختن خانه خریده‌اند. تا وقتی‌که این آبادی روبراه بود در حدود بیست خروار جو و گندم برداشت داشت.
سردرختی‌های مهم آن، آلوچه، گلابی، هلو و گردو است که مقدار ناچیزی از آن به بازار می‌آید. صیفی و تره بار این محل از سبزی و لوبیا و هویج و کدو و سیب زمینی اسلامبولی و رسمی و گوجه فرنگی، برای فروش به تهران می‌آمد و گاهی هم به بازار تجریش و قلهک عرضه می‌شد. در کشتزار آن یونجه و اسپرس نیز کاشته می‌شد. در این ده هشت رأس گاو شیری بود که شیر آن به تهران می‌رسید. پنج رأس هم خر دارند. مرغ خانگی و خروس نیز نگهداری می‌کنند. از شکار هم فقط کبوتر چاهی در این محل یافت می‌شود. 
باغ کوکب در اراضی چالهرز:
باغ کوکب در اراضی جنوبی چال هرز است و مساحت آن صدهزار متر مربع است. دیوار غربی و جبهه خیابان شمیران چهارصد و نود دو متر، دیوار شرقی که جبهه خیابان ضرابخانه است هفتصد و هشتاد و پنج متر و طول شمالی پانصد و شصت متر در دو ضلع است.

## قنات‌های قدیم
قناتهای ده: 
- ۱ - قنات بالا که داخل باغ و قسمتی از اراضی کشتزار جنوبی باغ را آبیاری می‌کند. آب این قنات دو سنگ است و رشته آن پس از گذشتن از اراضی قلهک به باغ قوام شیرازی می‌رسد. مادرچاه این قنات در بالای این باغ است. آب این قنات چندان گوارا نیست.
- ۲ - قنات پایین که آب بهاره اش یک سنگ و نیم است و آب آن سبکتر از آب قنات بالاست. این قنات قسمت پایین اراضی جنوبی باغ را آبیاری می‌کرد؛ ولی در سال ۱۳۲۱ ه. ش . وراث میرزا علی اصغر مصری این قنات را به شرکت کوکب به مبلغ سی و شش هزار تومان فروختند و در نتیجه قسمتی از کشتزارها بی آب ماند.